# People Like Us
Albums de The Mamas and the Papas
The Papas and the Mamas
(1968)
Singles
1. Step Out
Sortie : janvier 1972

People Like Us est le cinquième et dernier album du groupe The Mamas and the Papas, sorti en novembre 1971.
Séparés depuis trois ans, les membres du groupe se réunissent pour satisfaire des obligations contractuelles. L'album rencontre un succès médiocre à sa sortie.

## Titres
Toutes les chansons sont écrites et composées par John Phillips, sauf I Wanna Be a Star (Michelle Phillips).
| 1. | People Like Us        | 3:25 |
| 2. | Pacific Coast Highway | 3:04 |
| 3. | Snowqueen of Texas    | 2:37 |
| 4. | Shooting Star         | 2:54 |
| 5. | Step Out              | 3:03 |
| 6. | Lady Genevieve        | 3:48 |

| 7.  | No Dough                  | 3:05 |
| 8.  | European Blueboy          | 3:39 |
| 9.  | Pearl                     | 2:24 |
| 10. | I Wanna Be a Star         | 2:17 |
| 11. | Grasshopper               | 2:57 |
| 12. | Blueberries for Breakfast | 2:59 |

## Musiciens

### The Mamas and the Papas
- Denny Doherty : chant
- Cass Elliot : chant
- John Phillips : chant, guitare
- Michelle Phillips : chant

### Musiciens
- Donald Peake : guitare
- Louie Shelton : guitare
- David T. Walker : guitare
- Tony Newton : basse
- Clarence McDonald : piano, clavecin, orgue
- Joe Sample : piano électrique, orgue
- Jim Horn : flûte, saxophone
- Ed Greene : batterie
- Earl Palmer : batterie
- Gary Coleman : batterie, percussions
- Bobbye Hall : percussions